# Afwachtend beleid
Bij een afwachtend beleid (ook wel expectatief beleid, wait-and-seebeleid, watch-and-waitbeleid, watchful waiting etc.) wordt een aandoening niet behandeld, maar wacht de arts af hoe de aandoening zich gedraagt en ontwikkelt. Pas wanneer de aandoening agressiever wordt, klachten op gaat leveren of het leven van de patiënt bedreigt, grijpt de arts in en wordt een behandeling ingezet.
Het beleid wordt toegepast bij (voornamelijk kwaadaardige) aandoeningen (zoals vormen van kanker) waarbij:
- behandeling nog niet nodig is omdat de aandoening geen of te weinig klachten oplevert
- de aandoening zodanig traag vordert dat behandeling (nog) niet zinvol is
- behandeling de kwaliteit van leven sterker zou verminderen dan verbeteren (op langere termijn)

Voor sommige patiënten kan een dergelijk beleid lastig zijn om te accepteren, de patiënt is zich immers bewust van de ziekte en het kan (emotioneel) belastend zijn dat er (nog) niets aan de aandoening wordt gedaan. Voor anderen kan het een geruststelling zijn, bijvoorbeeld omdat de ziekte (nog) niet behandeld hoeft te worden of (nog) geen bedreiging vormt voor het leven van de patiënt.
Vooral bij indolente (laaggradige) lymfomen wordt het beleid toegepast, bij multipel myeloom, maar ook bij sommige solide tumoren.